# Тібурон (півострів)
18°21′00″ пн. ш. 73°08′00″ зх. д. / 18.35° пн. ш. 73.133333333333° зх. д.
Тібурон (фр. le Tiburon, гаїт. креол. Tibiwon) — півострів на південному заході Гаїті. Охоплює більшу частину південного узбережжя країни. Він має видовжену форму — довжина становить 250 км, ширина 60 км в найширшому місці та 30 км у найвужчому. На півночі його узбережжя омиває затока Гонаїв, на півдні — Карибське море, за заході Ямайська протока. В межах півострова лежать департаменти Гранд-Анс, Ніп і Південний, західні частини Західного і Південно-Східного департаментів. Столиця країни Порт-о-Пренс розташована на північно-східній межі півострова. Найбільшими містами півострова є Жакмель (з більш ніж 170 000 мешканцями), Ле-Ке і Жеремі (з понад 120 000 мешканцями у кожному).
На заході півострова знаходиться гірський масив Готте, який є гарячою точкою біорізноманіття. Найвища точка масиву та півострова — гора Макая, заввишки 2347 м. Через Тібурон проходить геологічний розлом Енрикільйо-Плантейн-Гарден, який є причиною численних землетрусів в регіоні. Східна частина півострова найбільше постраждала внаслідок землетрусу 2010 року.